# 高塔微山蜗牛
高塔微山蜗牛（学名：Cyclotus micron iota），是中腹足目山蜗牛科Cyclotus属的一种。主要分布于台湾，常栖息在高海拔地区落叶下。